# Liste der Baudenkmäler in Gersthofen

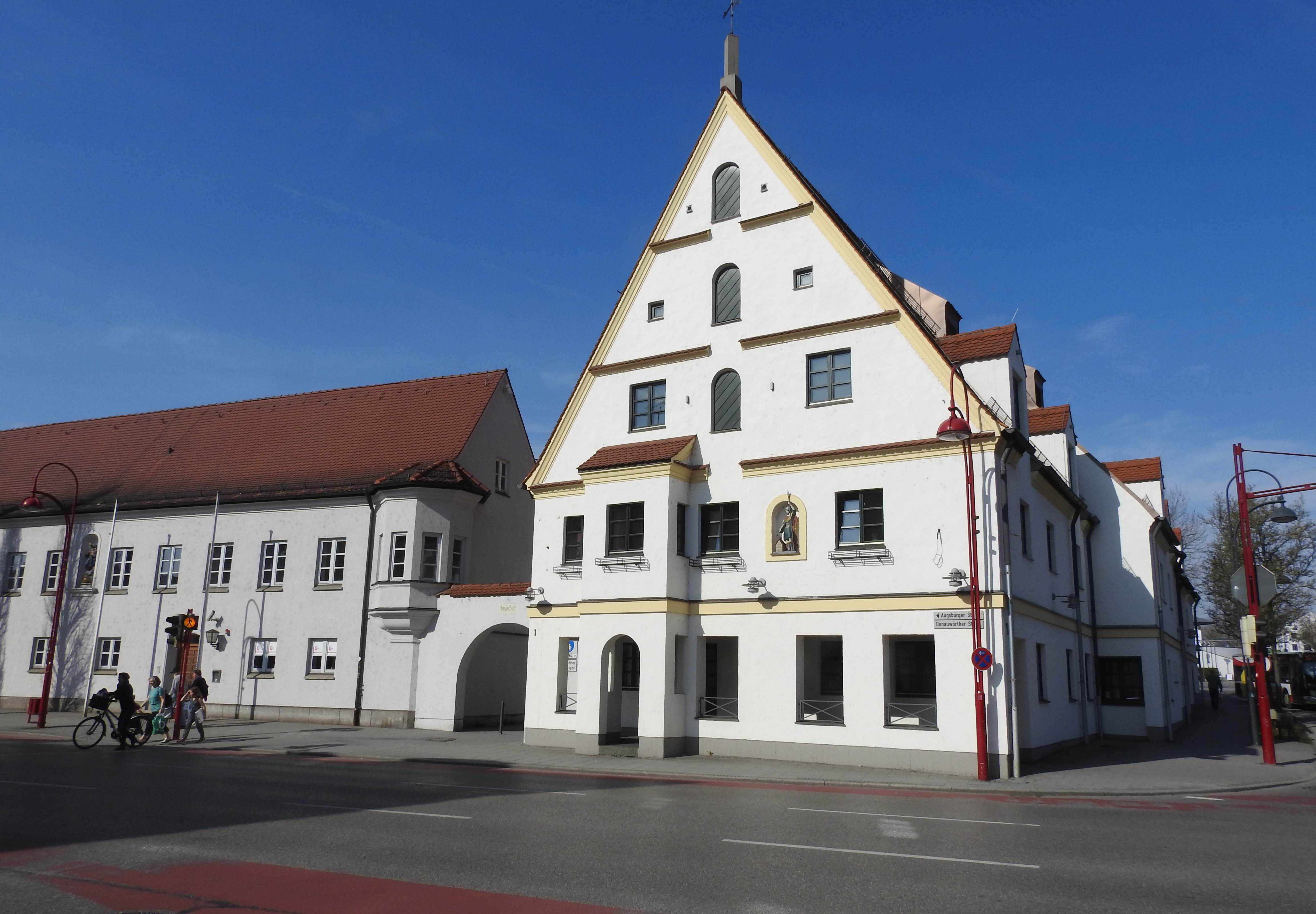
Gasthof Strasser neben dem Rathaus von Gersthofen

Auf dieser Seite sind die Baudenkmäler in der schwäbischen Stadt Gersthofen zusammengestellt. Diese Tabelle ist eine Teilliste der Liste der Baudenkmäler in Bayern. Grundlage ist die Bayerische Denkmalliste, die auf Basis des Bayerischen Denkmalschutzgesetzes vom 1. Oktober 1973 erstmals erstellt wurde und seither durch das Bayerische Landesamt für Denkmalpflege geführt wird. Die folgenden Angaben ersetzen nicht die rechtsverbindliche Auskunft der Denkmalschutzbehörde.

## Baudenkmäler nach Gemeindeteilen

### Gersthofen
| Lage                                                    | Objekt                                              | Beschreibung | Akten-Nr.             | Bild                                     |
| ------------------------------------------------------- | --------------------------------------------------- | --- | --------------------- | ---------------------------------------- |
| Augsburger Straße 1 a (Standort)                        | Ehemaliger Maierhof                                 | Heute Rathaus, zweigeschossiger Giebelbau mit Eckerkern und traufseitigem Seitenflügel (Rest einer Dreiflügelanlage), im Kern 1. Hälfte 18. Jahrhundert, anlässlich seiner Einbeziehung in den neuen Rathauskomplex 1993–95 stark verändert. | D-7-72-147-1 Wikidata | weitere Bilder                           |
| Bauernstraße 12 (Standort)                              | Ehemaliges Amtshaus                                 | Zweigeschossiger Giebelbau mit Steilsatteldach, im Kern 17. Jahrhundert, um 1730/40 erneuert. | D-7-72-147-3 Wikidata | Ehemaliges Amtshaus                      |
| Dietrich-Bonhoeffer-Weg 2 (Standort)                    | Evangelisch-lutherische Bekenntniskirche            | Saalbau mit eingezogenem Chor und südlichem Satteldachturm, von German Bestelmeyer, 1934/35. | D-7-72-147-6 Wikidata | Evangelisch-lutherische Bekenntniskirche |
| Kapellenstraße 7 (Standort)                             | Kapelle St. Emmeram                                 | Pilastergegliederter Saalbau mit eingezogenem Chor und Dachreiter mit Zwiebelhaube, von Johann Paulus, 1722, Verlängerung spätes 19. Jahrhundert; mit Ausstattung. | D-7-72-147-2 Wikidata | Kapelle St. Emmeram                      |
| Kirchplatz 1 (Standort)                                 | Alte Katholische Pfarrkirche St. Jakobus der Ältere | Saalbau mit eingezogenem Chor und südlichem Turm mit Spitzhelm, von Georg von Stengel, 1854/55, durch Michael Kurz 1924/25 umgebaut; mit Ausstattung. | D-7-72-147-4 Wikidata | weitere Bilder                           |
| Nähe Adolf-von-Baeyer-Straße; LEW-Werk-Kanal (Standort) | Wasserkraftwerk                                     | Wasserkraftwerk der Lechwerke AG, langgestreckter Blankziegelbau mit Pilastern, Rundbogenfenstern und weiß abgesetzten Gliederungselementen, in den Ostabschnitt integriert zweigeschossiger Bau mit geschwungenem Walmdach, 1898–1901 über dem Lechkanal errichtet; zugehörig ehemaliges Dampfkraftwerk, analog gestaltete, zweischiffige Halle mit geschwungenen Giebeln, 1904/11 erbaut, 1941 erweitert. | D-7-72-147-22         | weitere Bilder                           |

### Batzenhofen
| Lage                          | Objekt                             | Beschreibung | Akten-Nr.              | Bild                  |
| ----------------------------- | ---------------------------------- | --- | ---------------------- | --------------------- |
| Martinstraße 4 (Standort)     | Katholische Pfarrkirche St. Martin | Saalbau mit eingezogenem Chor und südlichem Turm mit geschwungener Haube, Chor und Turmunterbau um 1500, Langhaus und Turmerhöhung durch Jörg Paulus, 1720, Turmoberteil von Joseph Meitinger, 1737; mit Ausstattung. | D-7-72-147-8 Wikidata  | weitere Bilder        |
| Martinstraße 6 (Standort)     | Pfarrhaus                          | Zweigeschossiger Satteldachbau mit Giebelgesimsen, 1718/19. | D-7-72-147-9 Wikidata  | Pfarrhaus             |
| Martinstraße 7 (Standort)     | Ehemaliges Schloss                 | Zweigeschossiger, hakenförmiger Bau mit Walmdach, im Kern 2. Viertel 18. Jahrhundert, 1947/48 modernisiert und mit Anbau versehen.                                                                                    | D-7-72-147-10 Wikidata | Ehemaliges Schloss    |
| Sebastianstraße 23 (Standort) | Kapelle St. Sebastian              | Saalbau mit eingezogenem, halbrund geschlossenem Chor und westlichem Dachreiter, wohl von Bernhard Nigg und Pontian Hübner, 1766; mit Ausstattung.                                                                    | D-7-72-147-11 Wikidata | Kapelle St. Sebastian |

### Edenbergen
| Lage                                      | Objekt                | Beschreibung | Akten-Nr.              | Bild               |
| ----------------------------------------- | --------------------- | --- | ---------------------- | ------------------ |
| Nähe Am Forsthaus (Standort)              | Ortskapelle           | Rechteckbau mit Satteldach, 1850. | D-7-72-147-12 Wikidata | Ortskapelle        |
| Angerfeld (Standort)                      | Feldkapelle Mariahilf | Satteldachbau mit halbrundem Schluss und Vorhalle mit Säulen, 1. Hälfte 18. Jahrhundert; mit Ausstattung. | D-7-72-147-7 Wikidata  | weitere Bilder     |
| Gailenbach 1 (Standort)                   | Ehemaliges Schloss    | Zweigeschossiger Satteldachbau mit Treppengiebeln, vielleicht von Georg Hebel, im Kern 1592, 1816/17 umgebaut, 1955/56 erneuert; Schlossmauer; Park. | D-7-72-147-13 Wikidata | Ehemaliges Schloss |
| Gailenbach 2, 4 (Standort)                | Gutshof               | Dreiflügelige Anlage; Wohnhaus, zweigeschossiger Satteldachbau mit Giebelgesimsen, im Kern wohl 17. Jahrhundert, im 18. Jahrhundert verändert; Wirtschaftsgebäude, Satteldachbauten, Nordflügel im Kern noch 17. Jahrhundert, später verändert; Gartenmauer mit Rundbogentor und Putzbossierung, wohl gleichzeitig; westlich zwischen Schloss und Gutshof. | D-7-72-147-14 Wikidata | Gutshof            |
| Mähder, westlich des Schlosses (Standort) | Wegkapelle            | Satteldachbau mit halbrundem Schluss und Vorhalle mit Säulen, Ende 17. Jahrhundert. | D-7-72-147-15 Wikidata | Wegkapelle         |

### Hirblingen
| Lage                                                              | Objekt                              | Beschreibung | Akten-Nr.              | Bild           |
| ----------------------------------------------------------------- | ----------------------------------- | --- | ---------------------- | -------------- |
| Nähe Gersthofer Straße, am östlichen Ortsende. (Standort)         | Wegkapelle                          | Rechteckbau mit Satteldach und Streben an der Südwestseite, 2. Hälfte 19. Jahrhundert; | D-7-72-147-20 Wikidata | weitere Bilder |
| Nähe Pfarrer-Reinauer-Weg, am Leichenhaus im Friedhof. (Standort) | Steinkreuz                          | Spätmittelalterlich | D-7-72-147-17 Wikidata | Steinkreuz     |
| Pfarrer-Reinauer-Weg 1 (Standort)                                 | Katholische Pfarrkirche St. Blasius | Saalbau mit eingezogenem Chor und nördlichem Turm mit Zwiebelhaube, Langhaus im Kern spätgotisch, im 17. Jahrhundert erweitert, Chor und Turm 1713 von Hans Georg Mozart; mit Ausstattung. | D-7-72-147-16 Wikidata | weitere Bilder |

### Rettenbergen
| Lage                        | Objekt                                | Beschreibung | Akten-Nr.              | Bild           |
| --------------------------- | ------------------------------------- | --- | ---------------------- | -------------- |
| Wolfgangstraße 1 (Standort) | Katholische Filialkirche St. Wolfgang | Saalbau mit eingezogenem Chor und nördlichem Turm mit geschweifter Haube, Turmunterbau frühes 16. Jahrhundert, Neubau um 1675, Turmobergeschoss 1789; mit Ausstattung. | D-7-72-147-21 Wikidata | weitere Bilder |